# Motala kyrka
Motala kyrka är en kyrkobyggnad i Motala i Linköpings stift. Den är församlingskyrka i Motala församling. Kyrkan ligger vid Prästgatan mellan Motala hamn och Stora torget. Motala kyrka var länge annex till Vinnerstad men är nu själv moderkyrka och församlingens huvudkyrka. Gravsättning har inte skett efter slutet på artonhundratalet. På kyrkogården ligger företagsledaren Daniel Fraser (1787–1849) begraven. Där finns även en minnessten över honom. Bland övriga byggnader finns förråd, ekonomibyggnad och ett gravkapell (1956). Inhägnader utgörs av häck och kallmur.

## Kyrkobyggnaden
Namnet Motala kan uttydas mötesplatsen vid helgedomen. Med kyrkans läge invid Stora torget i Motala centrum kan namnet fortfarande anses tillämpligt.
Kyrkan har ett högt spetsigt torn i väster och ett absidliknande kor i öster. De dominerande stilepokerna exteriört är gustaviansk stil och nygotik. Fasaden är vitputsad. Ytterväggarna är byggda av tegel och gråsten. Långhuset täcks av ett sadeltak, kor och sakristia av valmat sadeltak. Taktäckning av kopparplåt.
Invändigt är kyrkan en enskeppig salkyrka med ett tunnvälvt innertak av trä i långhuset. Bakom en murad valvbåge ett smalare kor med väggfast altare och altaruppsats, den senare härstammande från den föregående kyrkan och målad av directeur Falk i Motala. På långhusets norra vägg hänger predikstolen med ljudtak skapad av byggmästarbröderna August & Johan Robert Nyström. Vid södra väggen en tvåmanualig kororgel levererad av Åkerman & Lunds orgelbyggeri. Längst i väster orgelläktaren med orgelfasad, ursprungligen utformad av orgelbyggaren Pehr Schiörlin, efter arkitekt Agi Lindegrens ingrepp 1902 rekonstruerad av arkitekt Kurt von Schmalensee.
Före den nuvarande kyrkan fanns här en äldre stenkyrka, som daterats till förra hälften av 1200-talet. Dess sydvägg sammanföll med den nutida kyrkans sydvägg, men dess bredd var endast 6,6 meter, alltså inte mycket mer än hälften av nuvarande kyrkans. Hela längden var nära 20 meter och fynd av medeltida formtegel tyder på att kyrkan var välvd; antagligen hade långhuset två travéer och koret en. Spår har hittats av en antagligen rundad korvägg.
År 1618 erhöll kyrkan en predikstol.
Under 1670-talet vidtogs en del förändringar. Överste Claes Kugelhielm (1602–1681), kommendant på Varbergs fästning, lät då bekosta och bygga ut kyrkan med ett nytt kor, som invigdes 1674. Dessutom skapade han en familjegrav i koret, för sig och sina båda hustrur Brita Stjärnfelt (1615–1647) och Catharina Griis (1633–1706). Fornforskaren och tecknaren Elias Brenner besökte Motala vid tiden för ombyggnaderna och ritade av kyrkan just då Kugelhielms gravkor uppfördes utanför högkorets östvägg. Av Brenners teckning framgår också att långhuset hade en takryttare och att det gamla lägre koret ännu fanns kvar mellan långhuset och den nya "chorkyrkan".
År 1681 byggde överste Hieronymus Lindeberg ett gravkor till sig och ätten Lindeberg på södra sidan av kyrkan. Själva gravkoret förlades under kyrkans golvnivå medan utrymmet ovanför, kallat Lindenäskyrkan, användes som en utvidgning av kyrkan. Tre år senare höjdes den lägre delen mellan långhuset och det nya högkoret till samma takhöjd som övriga kyrkan. År 1689 ersattes den gamla klockstapeln med en ny och kort därefter skaffades en ny storklocka. Materialet till den sistnämnda fick man ihop genom att samla in gamla malm- och mässingskärl i socknen. Tyvärr slank även kyrkans gamla dyrbara kärl med, bland annat en funtkittel och ett rökelsekar. År 1724 tillkom en ny altaruppsats i barockstil. Under 1700-talet ökade befolkningen och kyrkan upplevdes allt trängre. År 1737 hade man planer på att bygga ut korsarmar, men det gick inte att bli överens, varför projektet förföll. Dock ökades sakristian ut.
När topografen Carl Fredric Broocman i mitten av 1700-talet besöker kyrkan var den fortfarande för liten. Han skriver: "När Kyrkan aldraförst blifwit funderad, therom wet här ingen något berätta; men then Östra delen af henne, som kallas Chor-Kyrkan, har Öfwersten Claes Kugelhielm låtit bygga och bekosta, på hwars anmodan Biskopen Doctor Jöns Terserus thensamma inwigde then 15 Aug. år 1674. Kyrkan står på Krono grund, en och en fjerdedels mil ifrån Wadstena, och är gamla Kyrkons längd 17 och en half aln, och thes bredd 12 och en fjerdedels aln; men Choret håller uti längden 13 och en half aln, och uti bredden 12 och en half aln, så at hela Kyrkons längd är 31 alnar: och änskönt hon har en utbyggnad af 9 och en half alns längd och 10 och en half alns bredd å Södra sidan, som Öfwersten Hieronymus Lindeberg på Lindenäs bekostat för år 1681, hwarföre then ock kallas Lindenäs-Kyrkan; så är hon likwäl trång, och thertil med mörk af the under Hwalfwen upbyggde Lecktare, som mycket förtaga dagsljuset; i thy the nedre i Kyrkon sittjande måste åtnöja sig med thet ringa sken af dagen, som igenom små trinna Fenstergluggar lyser fram under Lectarne.
Altartaflan är mycket präktig med Christi korßfästelse och upståndelse beprydd, och till Kyrkon förärad år 1724 af Öfwersten och Commendanten Claes Gustav von Dellvig; men Prädikstolen är gammal och upsatt år 1618, tå han blifwit till Kyrkon skänkt af Mårten Hemmingson til Lindenäs, och hans Hus-Fru Ingell Jeronimi Dotter. Orgelwerket är upsatt år 1697, och nu för tiden ganska odugligt, så at nödwändigt ett större och bättre bör anskaffas, om Församlingen theraf wid sången skal hafwa någon nytto. Bakom Altaret är then Kugelhielmiske FamiliaGrafwen, och uti muren wid Grafwen trenne Grafstenar upsatte, som förr legat öfwer Grafwen. [...] Midt på Kyrkotaket är ett litet spånadt Trä-Torn, som är allenast Kyrkan til prydnad: men Klockorna hänga uti en hög Trästapel, som är mycket bräcklig. Then större blef första gången omguten år 1694 och andra gången år 1726, men then mindre år 1747 i Norrköping."
År 1761 tycks man ha bestämt sig för en nybyggnad av kyrkan och 1771 påbörjades arbetet. Emellertid hade man inte skickat in något ritningsförslag till domkapitlet för godkännande. Under tiden körde socknemännen fram material till bygget. När förslaget äntligen kom in till stiftet kunde det dock icke godkännas. En begäran om stiftskollekt hade avslagits, men församlingen tycks ha satt igång arbetet efter den ej godkända ritningen på egen risk. År 1774 var den nya kyrkan i huvudsak klar. Den var försedd med stora fönster och hade trätunnvalv i taket men saknade torn. Predikstolen från 1618 liksom altaruppsatsen från 1724 flyttades över från gamla kyrkan. År 1800 stod en piporgel av orgelbyggare Pehr Schiörlin, Linköping, klar. År 1851 tillkom en ny predikstol av bröderna August & Johan Robert Nyström och 1856 ersattes altaruppsatsen med en oljemålning av Johan Zacharias Blackstadius åskådliggörande Jesu uppståndelse ur graven. År 1844 fick kyrkan ett torn, ritat av arkitekten Carl-Gustaf Blom-Carlsson (1799–1868). Det är utformat i en enkel stil men med vissa nygotiska detaljer.
År 1902 företogs en större renovering under ledning av arkitekten Agi Lindegren. Innertakets tunnvalv försågs med kassetter i renässansstil, Schiörlins orgelfasad förlorade sitt öververk och västläktaren ändrades, m.m. År 1952–1953 restaurerades kyrkan under ledning av arkitekt Kurt von Schmalensee, varvid en del av Lindegrens ingrepp återställdes. Mellan koret och långhuset uppfördes en murad valvbåge, motsvarande äldre tiders triumfbåge. Blackstadius altartavla flyttades ned i långhuset, fondväggens blåa draperier togs fram under flera lager övermålningar och altaruppsatsen från gamla kyrkan återfick sin plats i koret. Schiörlins orgelfasad rekonstruerades med sitt öververk och kyrkbänkarna renoverades i 1700-talsstil. I en ny sakristia, ritad av von Schmalensee, inreddes samlingsrum samt silver- och skrudkammare. Yttertaket kläddes med kopparplåt och tornet fick en elegantare utformning och blev samtidigt 17 meter högre än 1800-talets.

## Inventarier
- Altaruppsats i barockstil från 1724. Efter att ha flyttats över till nya kyrkan, målades den och väggen bakom dekorerades med en draperimålning, alltsammans utfördes av directeur Falk i Motala 1778. På nedre delen av uppsatsen visas i mitten Kristus på korset med aposteln Johannes och Maria stående nedanför; på ömse sidor skulpturer föreställande apostlarna Lukas och Johannes.
- Predikstol, skapad 1851 av bröderna August & Johan Robert Nyström, Hållingstorp.
- Oljemålning från 1856 av Johan Zacharias Blackstadius (1816–1898) föreställande Kristi uppståndelse, skänkt av änkefru D. Duberg, född Bromander.
- Dopfunt i kolmårdsmarmor invigd 1965, ritad av arkitekten Kurt von Schmalensee, Norrköping.
- Glasmålning vid dopplatsen, visande Jesu dop, komponerad av Kurt von Schmalensee.
- Glasmålning över västra ingången utförd av konstnären Robert Rabolt i München.
- Glasmålning över södra portalen skapat och skänkt av glaskonstnären professor Fritz Geiges, visande Josef och Maria med Jesusbarnet.
- Bänkinredning från 1952.
- Ljuskrona, sexarmad från 1600-talet, överflyttad från gamla kyrkan.
- Ljuskronor, tre stycken, daterade 1753, 1774 resp. 1776.
- Ljusstakar, två stycken av malm och två av mässing från 1600-talet.
- Votivskepp av modellbyggare Pontus Blomqvist, Djurkälla, skänkt 1953 av kontraktsprost Carl Hoppe.
- Huvudbaneren i koret minnande om stormansätterna Hieronymus Lindberg, Mårten Hemmingsson, adlad Lindeberg, Petrus Hieronymus von Rudbeck, Anders Lindberg, Johan Ankarfjäll, m.fl.
- Gravsten för Catharina Griis (1633–1706), gemål till Claes Bruzéus, adlad Kugelhielm på Karshult.
- Storklockan omgjuten 1882 och lillklockan omgjuten 1747.

## Orglar
Ett sjustämmigt orgelverk sattes upp 1697 av en anonym orgelbyggare.

### Schiörlinorgeln
Pehr Schiörlin, Linköping, byggde 1798-1800 i den nya kyrkan en mekanisk orgel med 22 stämmor, fördelade på huvudverk, öververk och pedalverk. Den hade ljudande pipor i fasaden och luftförsörjningen erhålls från tre stora kilbälgar.

### Setterquistorgeln
Setterquist & Son Orgelbyggeri byggde 1906 en ny pneumatisk orgel om 25 stämmor bakom en stum fasad, som var ritad av arkitekt Agi Lindegren och starkt förändrad, bland annat hade öververksdelen avlägsnats. Orgeln invigdes söndagen 11 november 1906 av biskop Carl Wilhelm Charleville och blev avsynad dagen före av musikdirektören Gustaf Blomqvist, Lidköping. Avsyningsprotokoll. I samband med kyrkans restaurering 1952 återställdes fasadens öververksdel. Anders Magnusson intonerade 1954 om orgeln, utökade stämantalet till 37 och ändrade till elektropneumatisk traktur. År 1969 byggde Reinhard Kohlus ett fjärrverk i koret, som anslöts till en ny fjärde manual hos läktarorgeln. Fjärrverket fick även ett eget spelbord i anslutning till koret. Bakom fjärrverkets disposition stod M. Larsson, medan orgelhuset utformades av orgelbyggaren. Orgelns elektropneumatiska spelregering bibehölls.

#### Disposition
| Huvudverk I         | Svällverk II         | Svällverk III         | Fjärrverk IV           | Pedal          |
| Borduna 16’         | Gedackt 8’           | Principal 8’          | Gedackt 8’             | Violon 16’     |
| Principal 8’        | Quintadena 8’        | Rörflöjt 8’           | Principal 4’ (fasad)   | Subbas 16’     |
| Gamba 8’            | Principal 4’         | Salicional 8’         | Rörflöjt 4’            | Quinta 10 2/3’ |
| Flûte harmonique 8’ | Gemshorn 4’          | Voix céleste 8’       | Oktava 2’              | Oktav 8’       |
| Borduna 8’          | Svegel 2’            | Octava 4’             | Mixtur IV chor. 1 1/3’ | Borduna 8’     |
| Octava 4’           | Larigot 1 1/3’       | Flûte octaviante 4’   | Sifflöjt 1’            | Octava 4’      |
| Flûte octaviante 4’ | Scharf III chor.     | Nasard 2 2/3’         | 1 fri kombination      | Basun 16’      |
| Quinta 2 2/3’       | Krumhorn 8’          | Nachthorn 2’          |                        |                |
| Octava 2’           | Tremulant            | Ters 1 3/5’           |                        |                |
| Mixtur V chor.      |                      | Mixtur III-IV chor.   |                        |                |
| Trumpet 8’          |                      | Corno 8’              |                        |                |
| Koppel              | Koppel               | Koppel                |                        | Koppel         |
| II/I                | III/II               | 16' III/III           |                        | I/P            |
| III/I               |                      |                       |                        | II/P           |
| 4' II/I             |                      |                       |                        | III/P          |
| 16' II/I            |                      |                       |                        | 4' II/P        |
| 4' III/I            | 2 fria kombinationer | 3 fasta kombinationer | Registersvällare       | 4' III/P       |

#### Magasinering
Kaliff & Löthmans instrumentbyggare i Kyrkbyn, Ålem, fick 1997 i uppdrag att dokumentera, nedmontera och i Charlottenborgskyrkan, Motala, magasinera Setterquists orgel på ett fackmannamässigt sätt.

#### Pipstölden
År 2000 önskade Arlövs församling i Burlövs kommun i Skåne inköpa den magasinerade orgeln och Motala församling beviljades tillstånd att sälja av Riksantikvarieämbetet. Vid en inventering upptäcktes att ett stort antal pipor saknades. Året efter hittade en orgelkonsult Setterquistpipor med det ingraverade tillverkningsåret 1906, det år motalaorgeln byggdes, i den renoverade orgeln i Ringamåla kyrka i Blekinge. Vid en senare inspektion hade alla årtal filats bort utom ett. Efter en mycket lång utredning åtalades en företrädare för Kaliff & Löthman. Den åtalade, som vid tidpunkten för åtalet hade lämnat företaget för att starta egen rörelse, dömdes för grov förskingring till villkorlig dom och dagsböter. Mannen överklagade domen till Göta Hovrätt . Hovrätten fastställde 21 mars 2007 tingsrättens dom och piporna blev kvar i kyrkoorgeln i Ringamåla.

### Kaliff & Löthmans orgel
- Firma Kaliff & Löthman byggde 1997-1999 en ny treemanualig orgel med 45 stämmor och mekanisk traktur och registratur bakom Pehr Schiörlins fasad. Metallpipverk och fristående spelbord med vita undertangenter samt komplementregistratur är tillverkade hos Pels & van Leeuwen Orgelbouw i Hertogenbosch, Nederländerna. Fasaden fick nya pipor och blev åter ljudande. Totalt innehåller orgeln 2546 pipor.

#### Disposition
| Huvudverk I C-a³       | Öververk II C-a³       | Svällverk III C-a³      | Pedalverk C-f¹          | Koppel |
| Principal 16’          | Principal 8’           | Bourdon 16’             | Principal 16’           | I/P    |
| Octava 8’              | Blockflöjt 8’          | Principal 8’            | Subbas 16’              | II/P   |
| Tvärflöjt 8’           | Octava 4’              | Bourdon 8’              | Quint 12’ (eg. 10 2/3’) | III/P  |
| Rörflöjt 8’            | Flöjt 4’               | Gamba 8’                | Octava 8’               | 4' I/P |
| Quinta 6’ (eg. 5 1/3’) | Nasard 3’ (eg. 2 2/3’) | Voix céleste 8’         | Bourdon 8’              | II/I   |
| Octava 4’              | Öppen flöjt 2’         | Octava 4’               | Octava 4’               | III/I  |
| Spetsflöjt 4’          | Ters 1 3/5’            | Tvärflöjt 4’            | Basun 16’               | III/II |
| Ters 3 1/5’            | Quint 1 1/3’           | Octavflöjt 2’           | Trumpet 8’              |        |
| Octava 2’              | Sedecima 1’            | Plein-jeu IV chor.      |                         |        |
| Cornet V chor. 8’      | Voix humaine 8’        | Cornet IV chor.         |                         |        |
| Fourniture V chor.     | Cromorne 8’            | Bombarde 16’            |                         |        |
| Trompet 8’             | Tremulant              | Basson-Hautbois 8’      |                         |        |
|                        |                        | Trompette-Harmonique 8’ |                         |        |
|                        |                        | Clairon 4’              |                         |        |
|                        |                        | Tremulant               |                         |        |

### Åkerman & Lunds kororgel
Åkerman & Lund Orgelbyggeri levererade 1986 en mekanisk tvåmanualig kororgel med tolv stämmor. Manualerna har vita undertangenter.

#### Disposition
| Manual I C-g³ | Manual II C-g³ | Manual I eller II C-g³ | Pedal C-f¹    | Koppel    |
| Principal 8’  | Borduna 8’     | Copula minor 4’        | Subbas 16’    | I/P       |
| Rörflöjt 8’   | Fugara 8’      | Quinta 2 2/3’          | Gedacktbas 8’ | II/P      |
| Octava 4’     |                | Flöjt 2’               |               | II/I      |
|               |                | Ters 1 3/5’            |               |           |
|               |                | Sedecima 1’            |               | Tremulant |

## Galleri

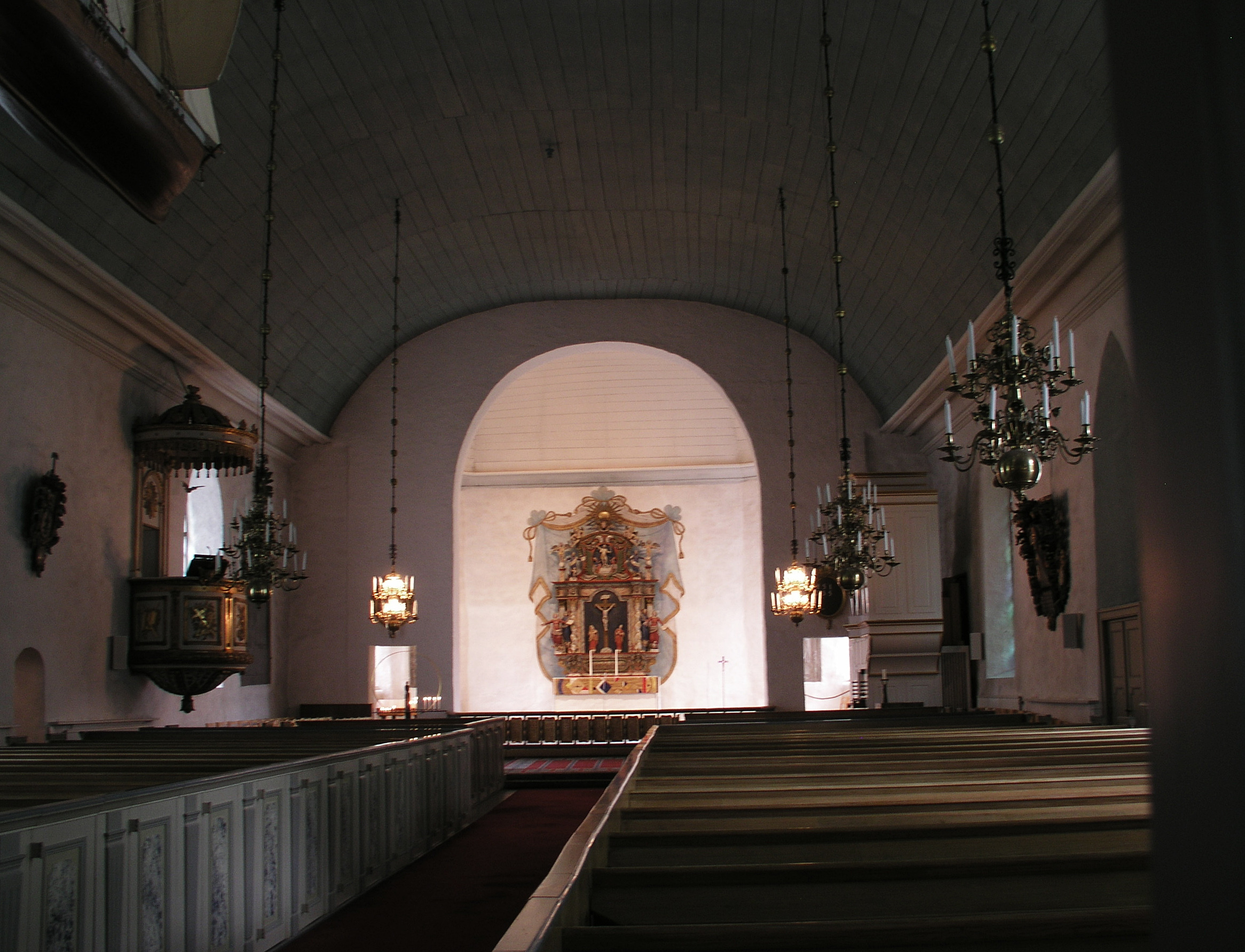
Långhus och kor
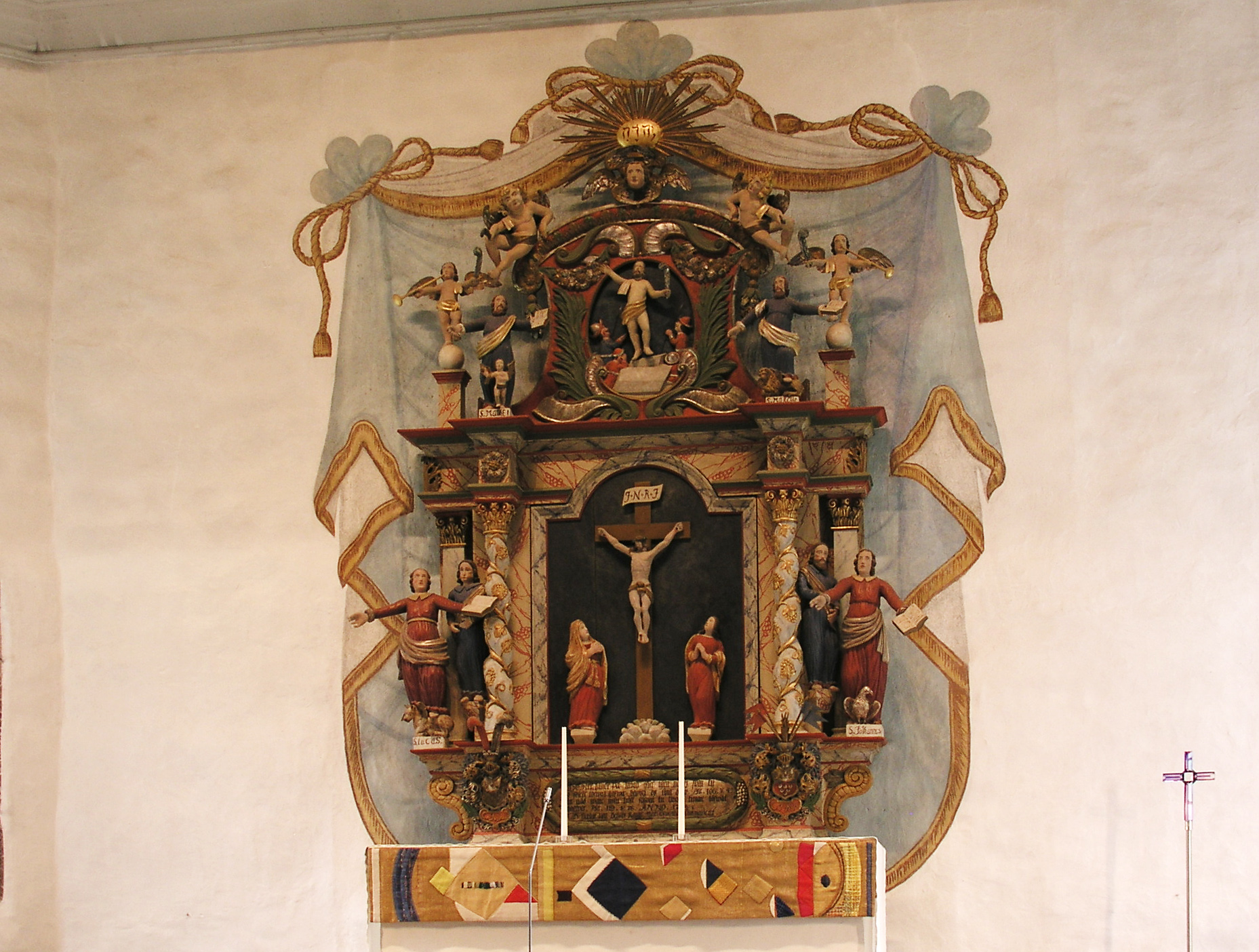
Altaruppsats från 1724 & 1778
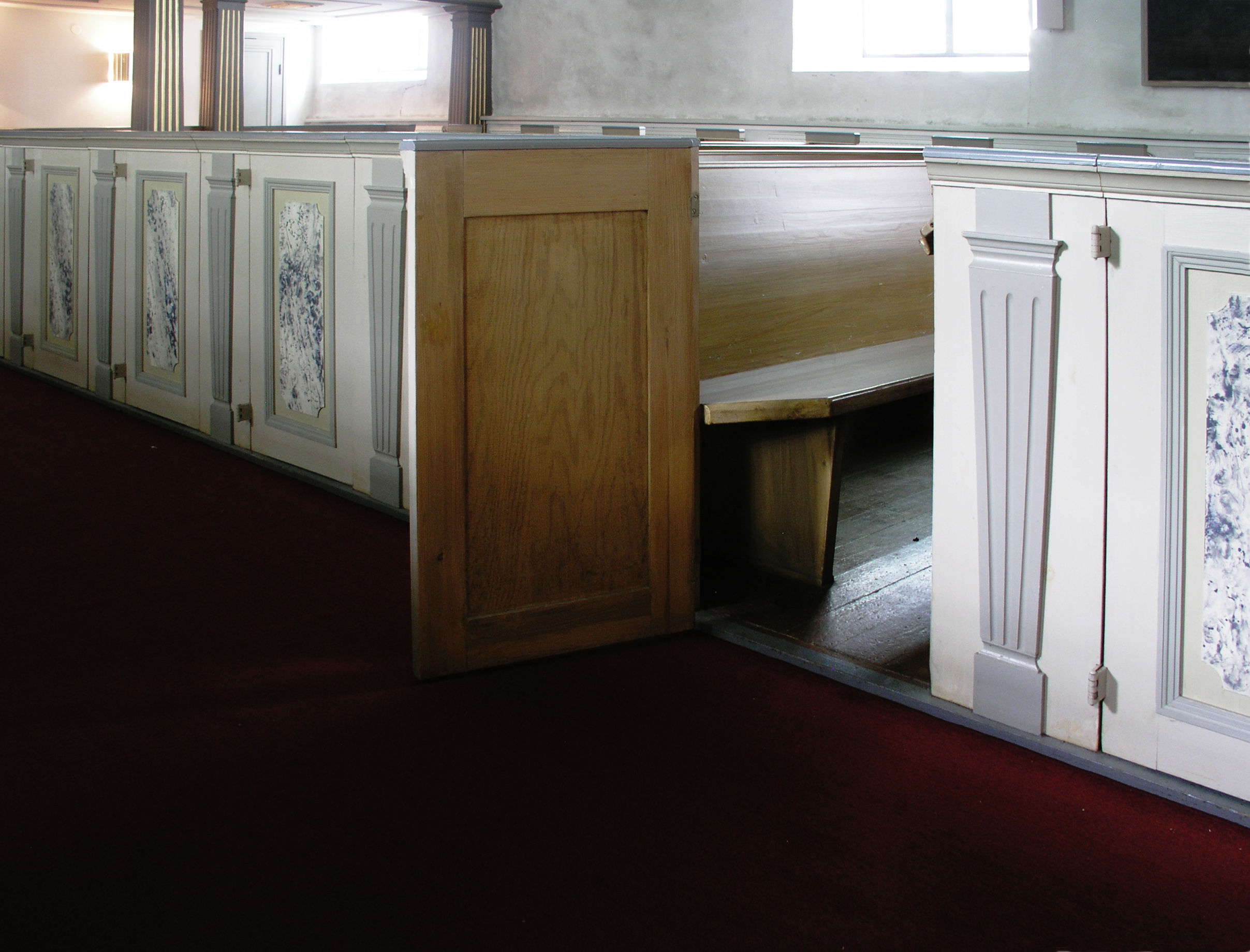
Bänkinredning från 1952
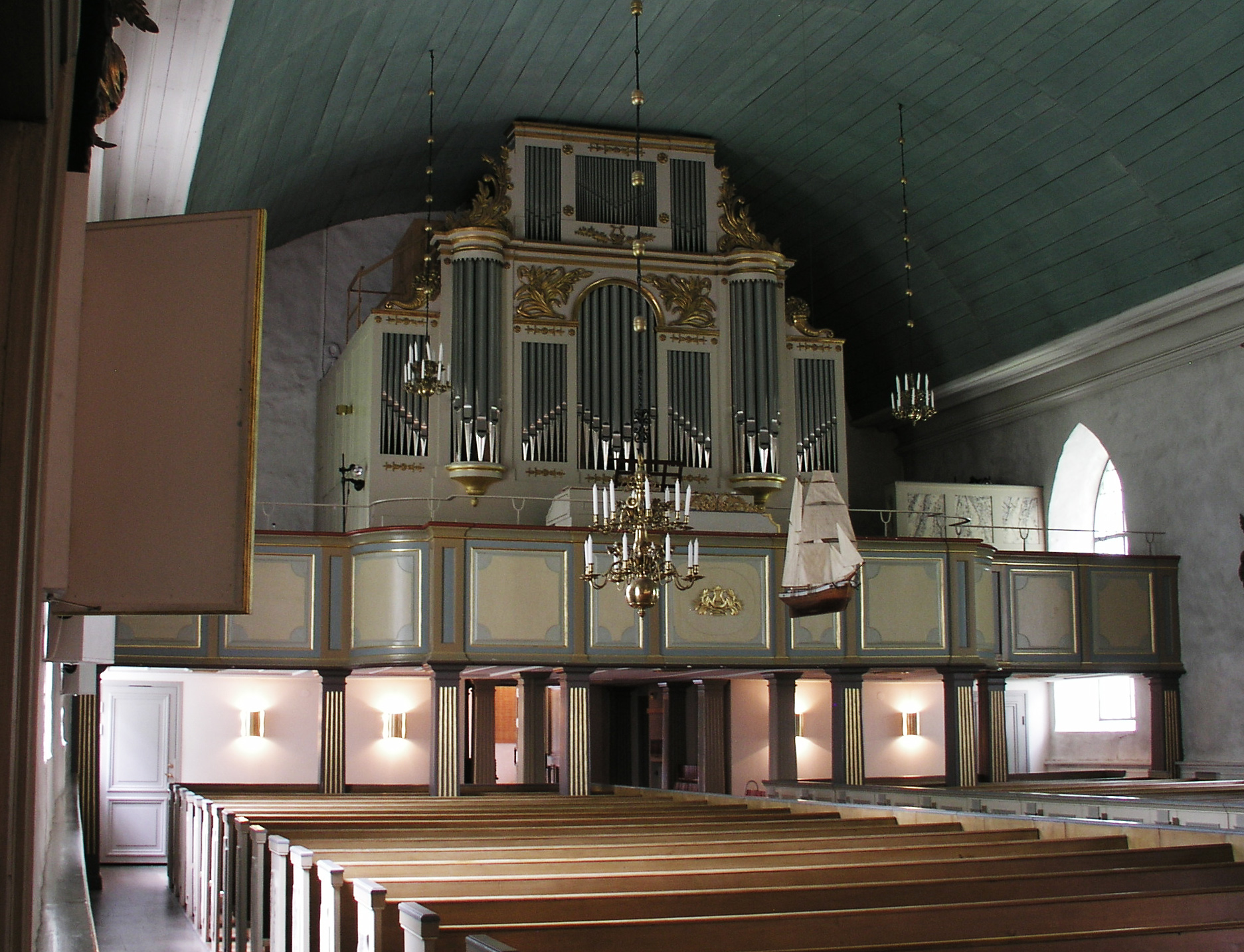
Läktarorgeln med Pehr Schiörlins fasad
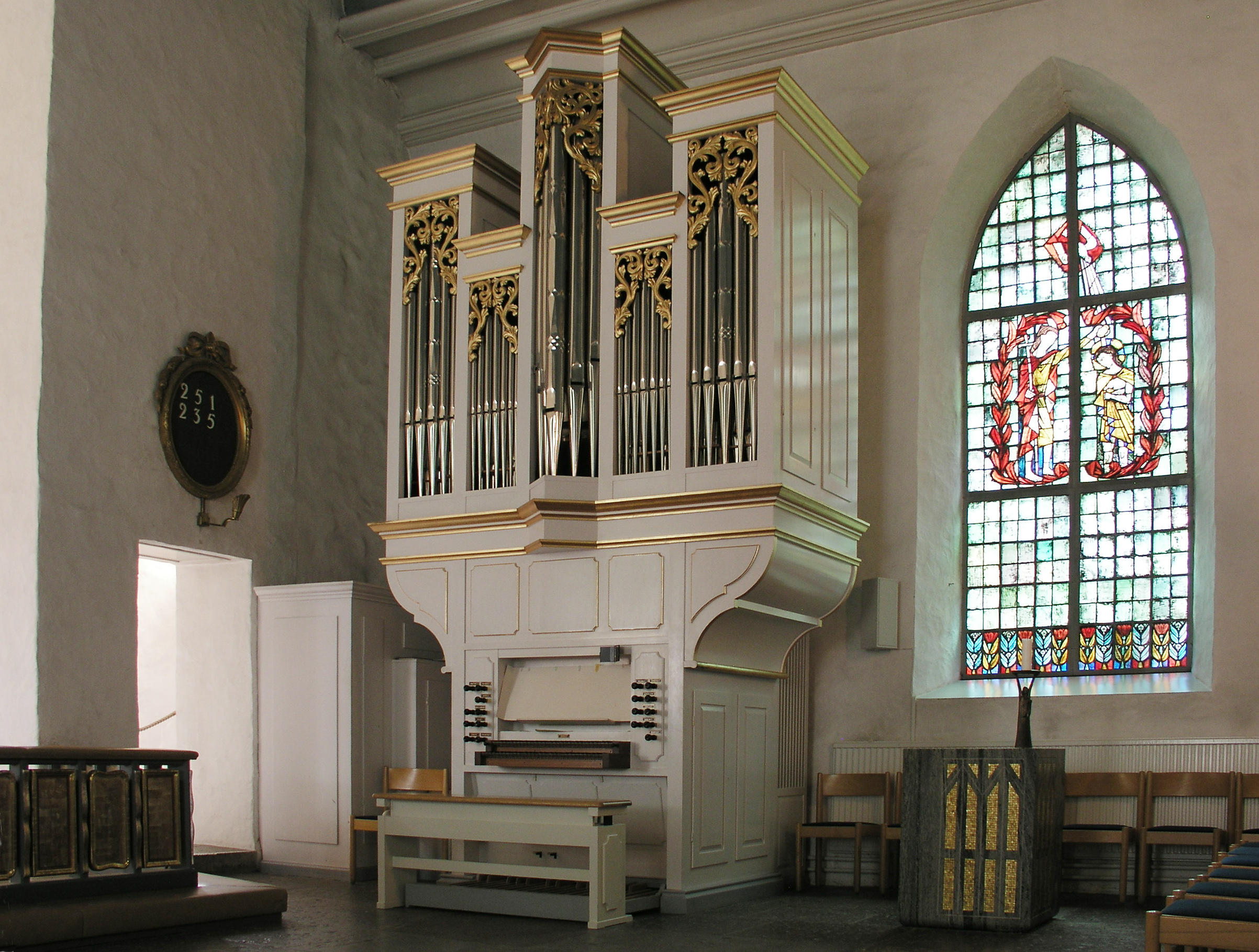
Kororgeln av firma Åkerman & Lund 1986
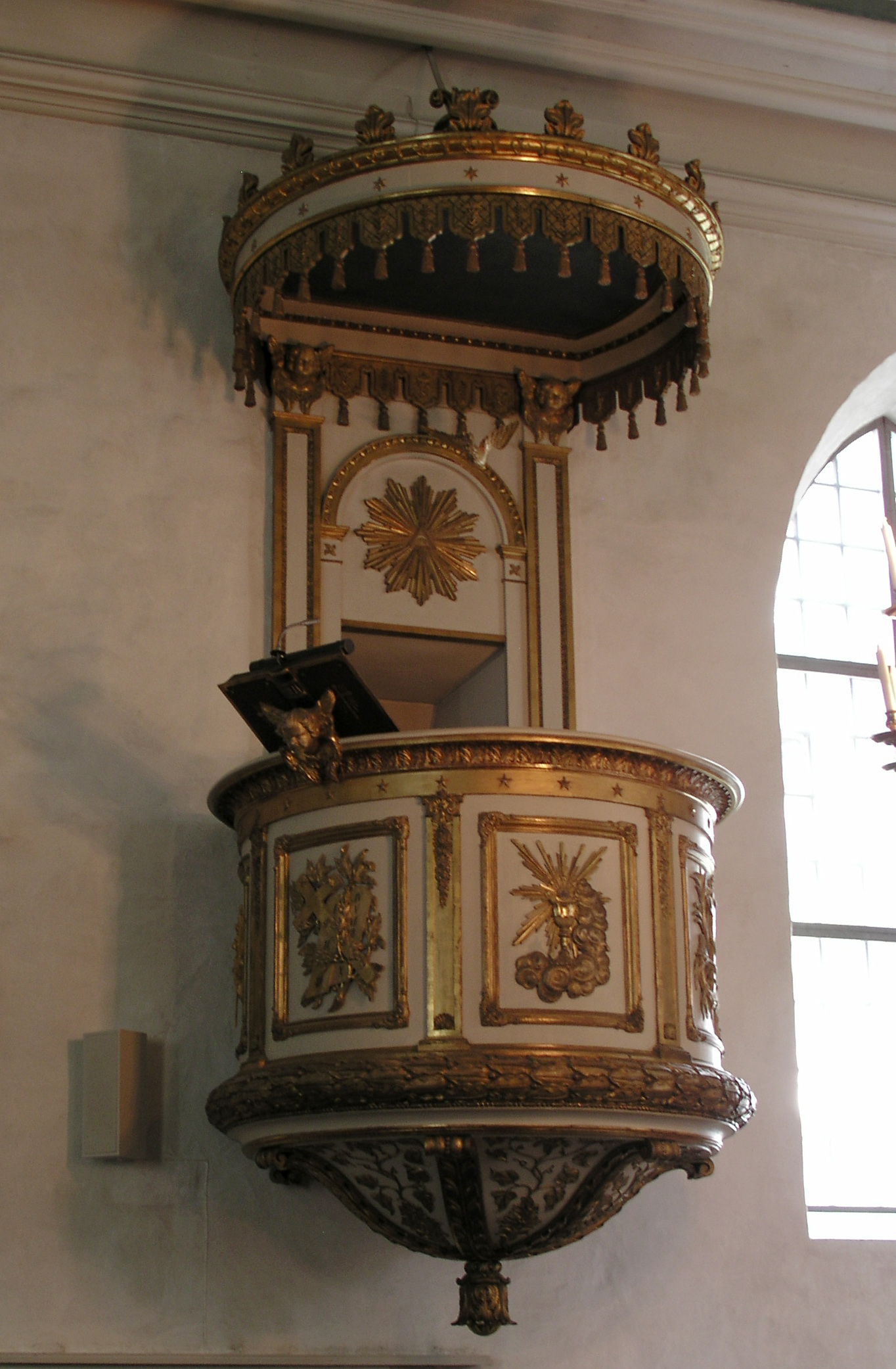
Predikstol från 1851